# Zeitstandversuch
Der Zeitstandversuch (englisch stress rupture test) ist ein Werkstoffprüfverfahren zur Ermittlung des Werkstoffverhaltens bei konstanter Prüftemperatur oberhalb Raumtemperatur und nach längerem Einwirken einer konstanten Zugkraft. Man unterscheidet zwischen dem unterbrochenen und dem nicht unterbrochenen Zeitstandversuch.

## Notwendigkeit
Die Notwendigkeit des Zeitstandversuchs ist in der Tatsache begründet, dass Werkstoffe sich bei langanhaltenden statischen Belastungen bei erhöhten Temperaturen anders verhalten als bei der gleichen Belastung bei Raumtemperatur. Man beobachtet bei diesen erhöhten Temperaturen bereits bei Spannungen unterhalb der Streckgrenze ohne Laststeigerung nach gewisser Zeit eine langsame, aber stetige irreversible, plastische Verformung, welche mit Kriechen (englisch creep) bezeichnet wird und nach genügend langer Belastungszeit zum Bruch der Probe führt. Dieses Verhalten ist darauf zurückzuführen, dass bei Hochtemperaturbeanspruchung alle Gefügemechanismen thermisch aktiviert ablaufen.
Allgemein tritt dieser Effekt bei Temperaturen bis etwa 30 % der Schmelztemperatur Ts ein. Steigt die Temperatur über etwa 40 % Ts, so gibt das Metall unter konstanter Spannung plastisch nach.
Bis in die 1930er Jahre ging man von der Annahme aus, dass es bei erhöhten Temperaturen eine minimale Festigkeitsgrenze (Dauerstandfestigkeit) gibt, ähnlich der Dauerfestigkeit. 1941 wiesen A. Thum und K. Richard (Institut für Werkstoffkunde (IfW), Technische Hochschule Darmstadt) nach, dass es bei hohen Temperaturen keine Dauerfestigkeit gibt und dass Kurzzeitversuche nicht geeignet sind, um das Werkstoffverhalten bei Hochtemperaturbeanspruchung zu beschreiben. Dies war der Startpunkt für umfangreiche und systematische Langzeituntersuchungen und für die Entwicklung einer experimentellen Methode zur Ermittlung von Langzeitkennwerten von Werkstoffen unter Hochtemperaturbeanspruchung. Hieraus entstand der Zeitstandversuch, der heute eines der wichtigsten Experimente zur Beschreibung des Hochtemperaturverhaltens von Werkstoffen darstellt und nach DIN EN ISO 204 genormt ist.

## Zeitdehnungskurven
Die Dehnung ε bei einem Zeitstandversuch lässt sich meist in drei Bereiche aufteilen:
- primäres Kriechen: sinkende Kriechgeschwindigkeit έ
- sekundäres Kriechen: konstante Kriechgeschwindigkeit έ
- tertiäres Kriechen: steigende Kriechgeschwindigkeit έ.

Diese drei Bereiche lassen sich in einem Diagramm erkennen, in dem die Dehnung über der Zeit aufgetragen wird (Zeitdehnungskurve).

## Versuchstechnik
Für die Auslegung und den Betrieb von Hochtemperaturbauteilen wie Flugturbinenschaufeln oder Dampfturbinenrotoren sind langzeitig abgesicherte Werkstoffkennwerte erforderlich. Daher müssen Hochtemperaturwerkstoffe in Zeitstandversuchen bis zu 100.000 h (ca. 12 Jahre) und länger geprüft werden, was eine große versuchstechnische Herausforderung darstellt, da alle Versuchsparameter über viele Jahre präzise konstant gehalten werden müssen. Für die Zeitstandprüfung wurden daher spezielle Prüfmaschinen entwickelt (siehe Bild).

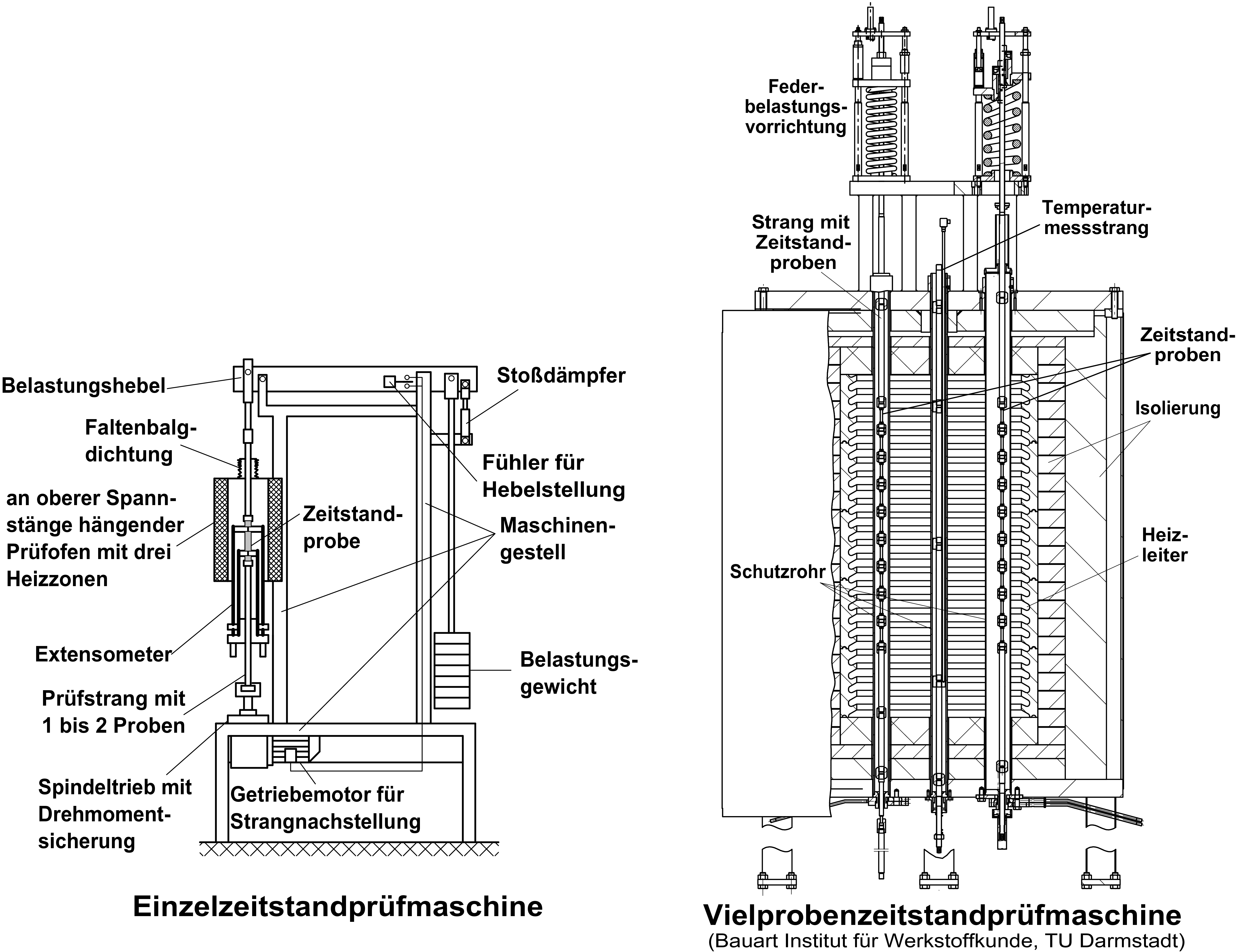
Einzel- und Vielprobenprüfmaschine für Zeitstandversuche

Im Zeitstandversuch wird eine Probe statisch (bei konstanter Spannung) unter konstanter hoher Temperatur belastet und dabei die Dehnung über der Beanspruchungszeit gemessen. Die gemessene Dehnung zeigt dabei einen charakteristischen Verlauf, der als Kriechkurve bezeichnet wird (s. Kriechen (Werkstoffe)). Als Ergebnis werden im Zeitstandversuch folgende Kennwerte ermittelt:
- Beanspruchungszeit bis zum Bruch ({\displaystyle t_{u}})
- Zeitstandfestigkeit ({\displaystyle R_{u,t,T}})
- Zeitdehngrenzen ({\displaystyle R_{p\varepsilon }})
- Hochtemperaturdehnungsbeträge (zum Beispiel Kriechdehnung {\displaystyle \varepsilon _{f}}, bleibende Dehnung {\displaystyle \varepsilon _{per}}, plastische Anfangsdehnung {\displaystyle \varepsilon _{i}}, anelastische Rückdehnung {\displaystyle \varepsilon _{k}})

Die Durchführung im Zeitstandversuch erfolgt in folgenden Schritten:
- Erwärmung der Probe auf Prüftemperatur: Probe, Einspann- und Prüfteile und Wegaufnehmer sind ins therm. Gleichgewicht zu bringen,
- Abgleich der Wegmessung,
- Aufbringen der Prüflast,
- Versuchsdurchführung bis Versuchsende bei konstanter Prüfkraft und konstanter Temperatur.

Der Bruch der Probe stellt in der Regel das Versuchsende dar. Aber auch das Erreichen einer bestimmten Kriechdehnung oder einer bestimmten Beanspruchungszeit kann das Ziel des Zeitstandversuchs sein. In diesem Fall wird die Probe nach Erreichen des Versuchsziels entlastet und ausgebaut.
In Einzelprüfmaschinen lassen sich ein bis zwei Proben gleichzeitig prüfen. Die Dehnungsmessung kann hier aber kontinuierlich mit speziellen Dehnungsaufnehmern erfolgen, was zum einen eine hohe Präzision der Dehnungsmesswerte und zum anderen eine hohe Messrate mit hoher Datenbelegung der Kriechkurve erlaubt. Nachteilig ist hier jedoch der hohe versuchstechnische Aufwand bei Langzeitversuchen, bei dem eine einzelne Probe über Jahre hinweg eine Einzelprüfmaschine belegt. Diese nichtunterbrochene Versuchstechnik wird daher in der Regel für kurzzeitige Versuche bis ca. 1.000 h Beanspruchungszeit zur Bestimmung des Primärkriechbereichs verwendet.
In Vielprobenprüfmaschinen können bis zu 60 Proben und mehr gleichzeitig bei einer Temperatur geprüft werden, was einen erheblichen Kostenvorteil bringt. Die Proben sind hier in Prüfsträngen zusammengefasst, die mit einer definierten Prüfkraft belastet werden. Durch unterschiedliche Prüfdurchmesser der Zeitstandproben können darüber hinaus in einem Prüfstrang unterschiedliche Prüfspannungen getestet werden. Die Dehnungsmessung kann in Vielprobenprüfmaschinen jedoch nicht mit Dehnungsaufnehmern erfolgen, so dass eine kontinuierliche Dehnungsmessung nicht möglich ist. Daher werden in Vielprobenprüfmaschinen die Zeitstandversuche in der unterbrochenen Prüftechnik durchgeführt, bei der zu bestimmten Zeiten (zum Beispiel nach 1.000 h) ein kompletter Prüfstrang aus der Vielprobenprüfmaschinen gezogen wird, der dann nach dem Abkühlen auf Raumtemperatur zerlegt wird. Die entsprechenden Zeitstandproben werden dann mit einem Messmikroskop optisch vermessen. Anschließend wird der Prüfstrang wieder zusammengesetzt, in die Vielprobenprüfmaschine eingesetzt und nach Erreichen der Prüftemperatur wieder mit der Prüfkraft belastet. Die unterbrochene Versuchtechnik liefert daher sehr viel weniger Dehnungsmesspunkte als die nichtunterbrochene Versuchstechnik in Einzelprüfmaschinen. Die unterbrochene Versuchtechnik kommt daher für Langzeitversuche von 1.000 bis 200.000 h (24 Jahre) zum Einsatz.
Durch Kombination der beiden Versuchstechniken (Anfahren des Zeitstandversuchs in Einzelprüfmaschinen bis zum Erreichen des sekundären Kriechbereichs und dann Umbau und Fortsetzung des Versuchs in der Vielprobenprüfmaschine) lässt sich ein guter Kompromiss zwischen hoher Datenbelegung einerseits und kosteneffektiver Durchführung von Langzeitversuchen andererseits erreichen.
Die Durchführung von normgerechten Zeitstandversuchen erfordert sehr viel Know-how und Erfahrung. Dies betrifft vor allem die Messung und Regelung der Prüftemperatur, die den wichtigsten Einflussfaktor auf das Messergebnis darstellt. Eine qualitätsgesicherte Kalibrierprozedur für Thermoelemente und Temperaturmesskreise ist dazu unverzichtbar. Bei einer Temperatur unterhalb von 600 °C ist ein maximaler Temperaturunterschied von 3 K, bei einer Temperatur oberhalb von 800 °C ein maximaler Temperaturunterschied von 5 K zugelassen. Weiterhin sind umfangreiche Erfahrungen mit der Langzeitprüftechnik, den Einflussgrößen der Probengeometrie, den Belastungsprozeduren, der Ermittlung von Messunsicherheiten und nicht zuletzt dem Werkstoffverhalten unter Hochtemperaturbeanspruchung wesentlich für die Ermittlung belastbarer Zeitstandkennwerte. Die Zeitstandversuche werden in speziellen Hochtemperaturlabors durchgeführt, die entsprechende apparative Ausstattungen, Kalibriereinrichtungen und Know-how besitzen. Diese Hochtemperaturlabore sind in Forschungseinrichtungen und bei Werkstoff- und Bauteilherstellern eingerichtet.
Während beim Zeitstandversuch die Spannung konstant gehalten wird und die Veränderung der Dehnung gemessen wird, findet der verwandte Relaxationsversuch bei konstanter Dehnung statt und ermittelt die Änderung der Spannung.

## Anwendung, Richtlinien und Empfehlungen
Die Ergebnisse aus den Zeitstandversuchen sind in der Regel besonders wertvoll, da die Zeitstandversuche oft viele Jahre dauern und deshalb in einem bestimmten Zeitraum nur eine begrenzte Anzahl von Versuchsergebnissen, wie zum Beispiel die Beanspruchungszeit bis zum Bruch oder bis zu einer definierten Dehngrenze, ermittelt werden können. Zum anderen sind Langzeitstandversuche mit hohem versuchstechnischem und daher auch finanziellem Aufwand verbunden. Die Ergebnisse dieser Versuche können in Diagrammen wie dem Zeitstandschaubild oder dem Zeitdehnschaubild dargestellt werden. Diese Diagramme können heute für viele Werkstoffe aus Tabellenwerken entnommen werden und sind Grundlage der Hochtemperaturbauteilauslegung.
Da Hochtemperaturbauteile höchsten Sicherheitsanforderungen genügen müssen, fällt der Qualitätssicherung der Zeitstandversuchstechnik eine besondere Rolle zu. Über die Prüfnorm DIN EN ISO 204 hinaus sind daher auf nationaler und internationaler Ebene Richtlinien und Empfehlungen zum Zeitstandversuch erarbeitet worden, die zum einen vergleichbare und belastbare Versuchsergebnisse der Zeitstandlabore gewährleisten, zum anderen die Auswertung und Bewertung der Versuchsergebnisse für die Ermittlung von Werkstoffkennwerten unterstützen sollen. Auf nationaler Ebene sind Richtlinien zur Durchführung und Auswertung von Zeitstandversuchen innerhalb der Arbeitsgemeinschaften warmfeste Stähle (AGW) und Hochtemperaturwerkstoffe (AGHT), die einen Zusammenschluss von Werkstoffherstellern, Anlagenherstellern, Forschungseinrichtungen und Fachverbänden darstellen, erarbeitet worden. Die Arbeitsgemeinschaften AGW und AGHT waren weltweit die ersten Einrichtungen zur Gemeinschaftsforschung auf dem Gebiet der Hochtemperaturwerkstoffe und ermitteln seit Jahrzehnten besonders langzeitige Zeitstanddaten.
Im Rahmen der europäischen Arbeitsgemeinschaft ECCC sind Empfehlungen zur Durchführung und Auswertung von Zeitstandversuchen entwickelt worden. Hierbei sind auch die Erfahrungen der Arbeitsgemeinschaften AGW/AGHT eingeflossen. Sowohl die Arbeiten der Arbeitsgemeinschaften AGW/AGHT als auch die der europäischen Arbeitsgemeinschaft ECCC werden in den Normungsorganisationen berücksichtigt.